# Neil Primrose (politiker)
Neil James Archibald Primrose, född den 14 december 1882, död den 15 november 1917 i Gezer, var en brittisk politiker. Han var son till Archibald Primrose, 5:e earl av Rosebery och bror till Harry Primrose, 6:e earl av Rosebery.
Primrose blev 1910 liberal ledamot av underhuset och blev februari 1915 understatssekreterare för utrikes ärenden i Asquiths ministär. Han ersattes som understatssekreterare för utrikesärenden vid koalitionsministärens bildande juni 1915 av lord Robert Cecil. Primrose blev juli 1916 parlamentssekreterare för ammunitionsärenden och var från december samma år (i Lloyd Georges ministär) en kort tid "förste inpiskare" för koalitionsregeringens liberala anhängare. Under tjänstgöring som husarkapten i Palestina 1917 blev han svårt sårad.